# سفر ميخا

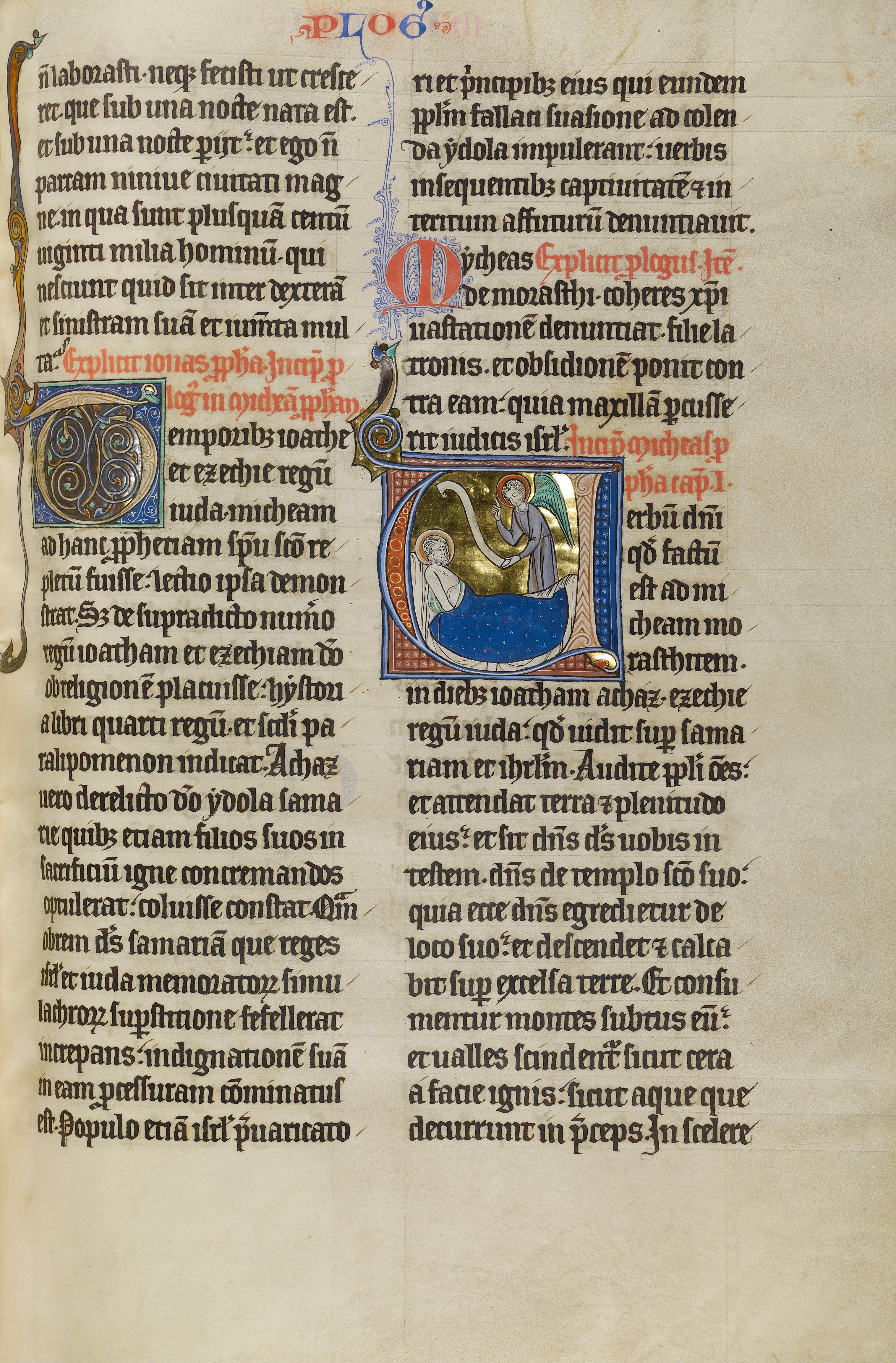

سفر ميخا هو سادس أسفار الأنبياء الصغار في التناخ والعهد القديم. ويحتوي أقوال ميخا، وهو نبي عاش في القرن الثامن قبل الميلاد في قرية «مورشيث غاث» في مملكة يهوذا.
في الكتاب ثلاثة أقسام رئيسية (1-2)، (3-5)، (6-7) جميعها تُقدم بكملة «سمع» مع نمط من الإعلانات المتناوبة عن العذاب والتعبير عن الأمل داخل كل قسم. وبخ ميخا القادة الظالمين، ودافع عن حقوق الفقراء ضد الأغنياء والأقوياء؛ وتطلع إلى عالم يعيش في سلام على جبل صهيون تحت قيادة السلطان داود الجديد.
في حين إن الكتاب قصير نسبياً، إلا أنه احتوى على مرثاة وظهور إلهي وصلاة مُرنمة من الالتماس والثقة، و«دعوى العهد»، وأسلوب مميز يقاضي فيه الله (يهوه) إسرائيل بسبب خرقها لعقد سيناء.

## مظاهر
ميخا يتناول مستقبل يهوذا/إسرائيل بعد المنفى البابلي. مثل أشعيا، حيث إن الكتاب له رؤية لمعاقبة إسرائيل والخلق المتبقين، يليها سلام عالمي متمركز على صهيون تحت قيادة الملك دافيد الجديد; يجب ان ينصف الناس، ويلتفتوا إلى الرب وينتظرون نهاية عقابهم. ومع ذلك، في حين يرى إشعياء أن يعقوب/إسرائيل ينضمون إلى «الأمم» في ظل حكم يهوه (الرب)، فإن ميخا يتطلع إلى حكم إسرائيل على الأمم. بقدر ما يبدو أن سفر ميخا يعتمد على أجزاء من سفر إشعيا وتعيد تشكيلها، يبدو أنها مصممة على الأقل جزئياً لتوفير نقطة مقابلة لهذا الكتاب.

## التكوين
يقبل بعض العلماء أن الفصول 1-3 فقط تحتوي على محتوى يرجع إلى النبي ميخا من أواخر القرن الثامن. ترجع المحتويات الأحدث إلى فترة ما بعد الأسر البابلي، بعد إعادة بناء الهيكل في عام 515 قبل الميلاد، بحيث يبدو أن أوائل القرن الخامس قبل الميلاد هي الفترة التي انتهى فيها تكوين السفر. كانت المرحلة الأولى هي جمع وترتيب بعض أقوال ميخا التاريخية (في الفصول 1-3)، حيث يهاجم النبي أولئك الذين يجمعون الممتلكات من خلال الاضطهاد ويصور الغزو الآشوري على يهودا كعقاب للملوك اليهود الفاسدين، ويتنبأ أن الهيكل سيتم تدميره.
لم تتحقق النبوءة في عهد ميخا، ولكن بعد مائة عام عندما واجهت يهوذا أزمة مماثلة مع الإمبراطورية البابلية الحديثة، أعيدت صياغة نبوءات ميخا وتمت الإضافة إلها لتعكس الوضع الجديد. بعد ذلك، بعد سقوط القدس أمام الإمبراطورية البابلية الحديثة، تمت مراجعة السفر وتوسيعه ليعكس ظروف مجتمع المنفى المتأخر وما بعد المنفى.

## اقتباسات في العهد الجديد
في العهد الجديد، يقتبس إنجيل متى من سفر ميخا فيما يتعلق بيسوع المولود في بيت لحم:
لانه هكذا كتب النبي:
لكنك يا بيت لحم في ارض يهوذا ليسوا من بين حكام يهوذا. لان منكم يأتي حاكم يرعى شعبي إسرائيل  
يقتبس يسوع من ميخا عندما يحذر من تقسيم العائلات على الإنجيل:
أعداء الرجل سيكونون من أسرته .